# 東晟良
東 晟良（あずま せら、1999年8月20日-）は、日本のフェンシング選手。和歌山県出身。和歌山県立和歌山北高等学校卒業。日本体育大学体育学部卒業。共同カイテック株式会社所属。姉は同じフェンシング選手の東莉央。

## 経歴
フェンシング選手であった母親の影響で、小学校4年から競技を始める。高校2年（2016年）の時にアジアジュニア・カデ選手権で金メダルを獲得。2017年、全日本選手権・個人フルーレで初優勝を飾り、2018年4月、姉の後を追うように日本体育大学に入学。同年夏のアジア大会（ジャカルタ）では女子フルーレ団体で初の金メダルを獲得。同年11月にアルジェリアで行われたワールドカップで銀メダルを獲得し、個人種目で初の表彰台に上がった。同年12月に東京グローブ座で行われた全日本選手権・個人フルーレで前年に続き連覇を果たした。2019年のねんりんピック紀の国わかやま2019で姉妹揃って最終点火者を務めた。
2021年4月25日、2020年東京オリンピックフェンシング女子フルーレの代表入り。フェンシングでは初めてとなる姉妹揃ってオリンピック代表入りを果たす。
東京オリンピックフェンシング競技では女子フルーレ初戦でカナダのケリー・ライアンと対戦したが敗れた。女子フルーレ団体には上野優佳、東莉央、辻すみれとともに出場したが、初戦でアメリカに36－45で敗れた。
2024年5月19日、パリオリンピック代表に選出されたことが発表された。
2024年パリオリンピックのフェンシング競技女子フルーレ個人では、初戦で香港の陳諾思と対戦し14-15で敗れた。その後、現地時間8月1日に開催された女子フルーレ団体に上野優佳、宮脇花綸、菊池小巻と出場し、3位決定戦でカナダに33-32の1点差で勝利して銅メダルを獲得。日本フェンシング女子で、個人・団体を通じて史上初のオリンピックメダル獲得となった。

## テレビ出演
- めざせ!2020年のオリンピアン（2015年7月7日、NHK総合）
- さまスポ（2018年5月5日、12日、テレビ東京）
- POWERフレーズ（2020年12月27日、2021年1月3日、日本テレビ）

## 受賞
- 第57回和歌山県スポーツ顕賞[10]